# Dinocroc
Dinocroc è un film del 2004 diretto da Kevin O'Neill. Ha avuto due sequel: Supergator e Dinocroc vs. Supergator.

## Trama
La Gereco Corporation, un'azienda statunitense, ritrova i resti fossilizzati di un suchomimus e gli scienziati decidono di provarlo su un coccodrillo, generando una creatura a metà tra un coccodrillo e un dinosauro. La creatura evade dal laboratorio e comincia a seminare terrore, essendo in grado di muoversi sia in acqua che sulla terra ferma. A fermarla ci sarà un cacciatore di coccodrilli australiano.